# Niederfüllbacher Stiftung

Logo der Niederfüllbacher Stiftung

Die Niederfüllbacher Stiftung wurde am 9. September 1907 vom belgischen König Leopold II.  eingerichtet. Sie ist benannt nach dem oberfränkischen Ort Niederfüllbach in Bayern, der 1819 von seinem Vater Leopold I. erworben worden war.

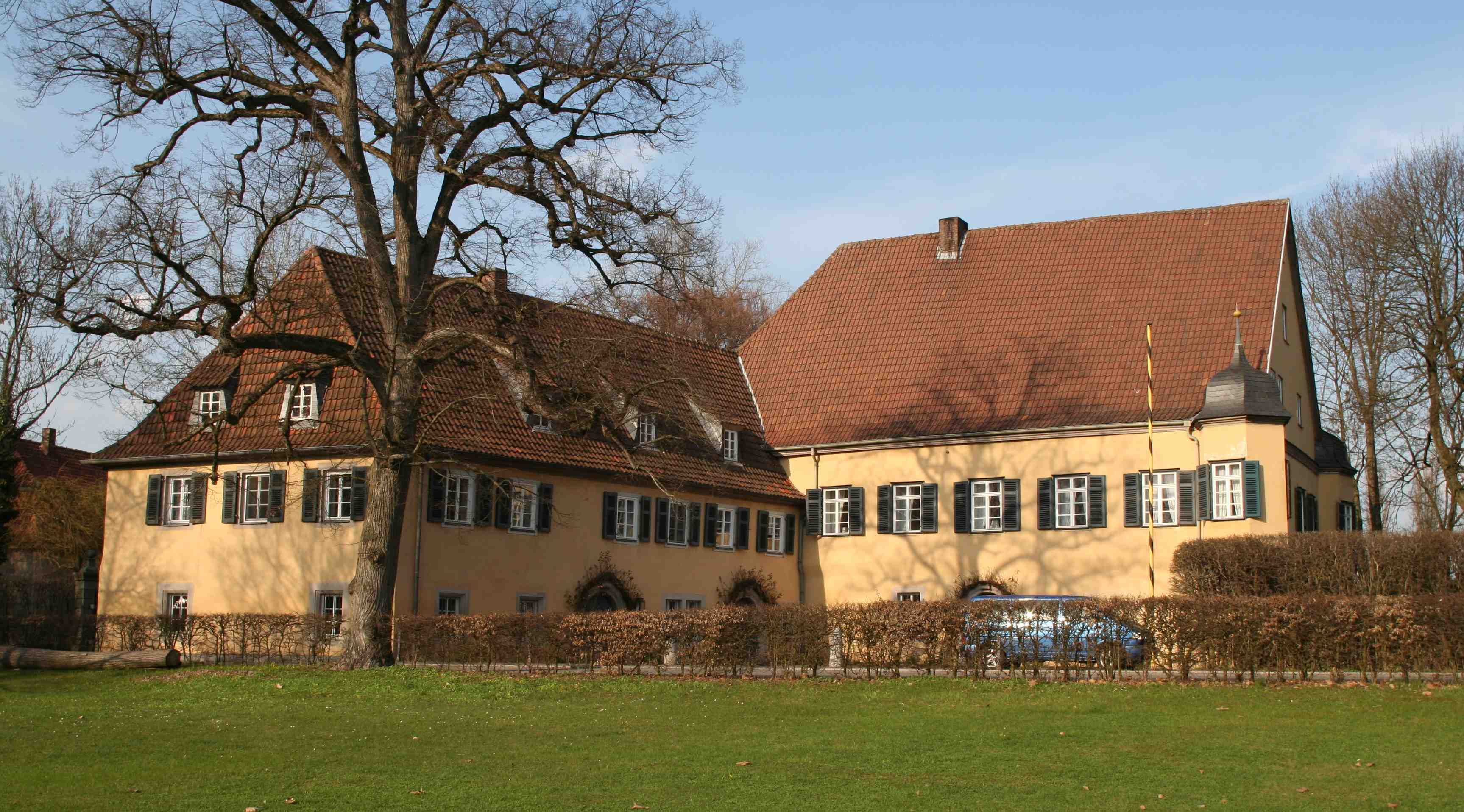
Schloss Niederfüllbach

## Geschichte

### Stiftungseinrichtung

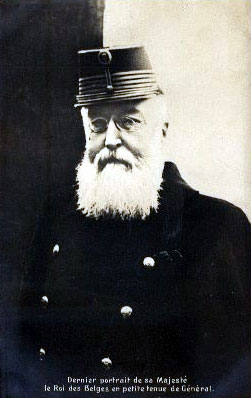
König Leopold II., letzte Aufnahme

Das Ergebnis der Kongokonferenz, der Kongovertrag vom 8. April 1885, sicherte der „Association internationale du Congo“, die am 17. November 1879 von Leopold II. gegründet worden war, die Herrschaft über den Kongo. Am 23. April 1885 erklärte Leopold II. den unabhängigen Kongo-Freistaat („Etat indépendant du Congo“) zu seinem Privatbesitz, mit ihm als Souverän. In den folgenden Jahrzehnten wurde das rohstoffreiche Land mit brutalen, menschenverachtenden Methoden, die als Kongogräuel bekannt wurden, ausgeplündert. Insbesondere die Gewinnung von Kautschuk warf große Profite ab und machte Leopold zu einem der reichsten Menschen seiner Zeit.
Am 9. März 1896 richtete Leopold mit einem Erlass eine Kronstiftung ein, in die er ausgedehnte, sogenannte herrenlose Gebiete – 25 Millionen Hektar Land, das nicht direkt von Einheimischen genutzt wurde – sowie noch nicht ausgebeutete Bergwerke einbrachte. Der Wert der Stiftungsgüter wurde von ihm auf mindestens 700 Millionen belgischen Franken geschätzt. Mit der Stiftung wollte er Teile des Kongos als Krondomäne, also als Privateigentum, für sich und seine Nachkommen sichern und auch öffentliche Bauwerke in Belgien errichten.
Anfang des 20. Jahrhunderts sorgten immer mehr Berichte über die rücksichtslosen Ausbeutungspraktiken für so starken öffentlichen Druck, dass das belgische Parlament die Übereignung des afrikanischen Besitzes vom König auf den Staat forderte. Im Jahr 1906 erklärte sich der König zu einer Abtretung bereit, sofern die Kronstiftung unversehrt bliebe. Am 28. November 1907 kam dementsprechend ein Abtretungsvertrag über den Kongostaat zu Stande.
Anfang 1908 wünschte die belgische Regierung zusätzlich die Übertragung der mit 25 Millionen Hektar umfangreichen Kronstiftung. Leopold löste darauf die Kronstiftung am 5. März 1908 auf und überwies Teile davon dem belgischen Staat. Den Rest, Wertpapiere im Nennbetrag von knapp 40 Millionen Franken sowie Juwelen und Mobiliargegenstände im Wert von 1,5 Millionen Franken wollte er sichern, indem er ihn zusammen mit dem ererbten Niederfüllbacher Grundbesitz der am 9. September 1907 gegründeten Niederfüllbacher Stiftung mit Sitz im deutschen Coburg vermachte.

### Stiftungsleben
Der Stiftungszweck war die Absicherung von Nachkommen und gemeinnützige Zwecke. Jährlich sollten 30.000 Mark der Stadt Coburg für Bauwerke und Förderung von Kunst, Wissenschaft und Volksbildung zukommen. Ein Drittel der restlichen Stiftungseinkünfte war für die belgischen, männlichen Nachkommen des Hauses Sachsen-Coburg und Gotha bestimmt, mit einem Drittel sollten in Belgien und an der Côte d’Azur Grundbesitz erworben und großzügige Bauten errichtet werden, das letzte Drittel sollte dem Stiftungsvermögen zugeschlagen werden. Eine Besonderheit war, dass der Stifter nicht nur über die Stiftungserträge, sondern auch über das Stiftungsvermögen Verfügungsgewalt hatte.

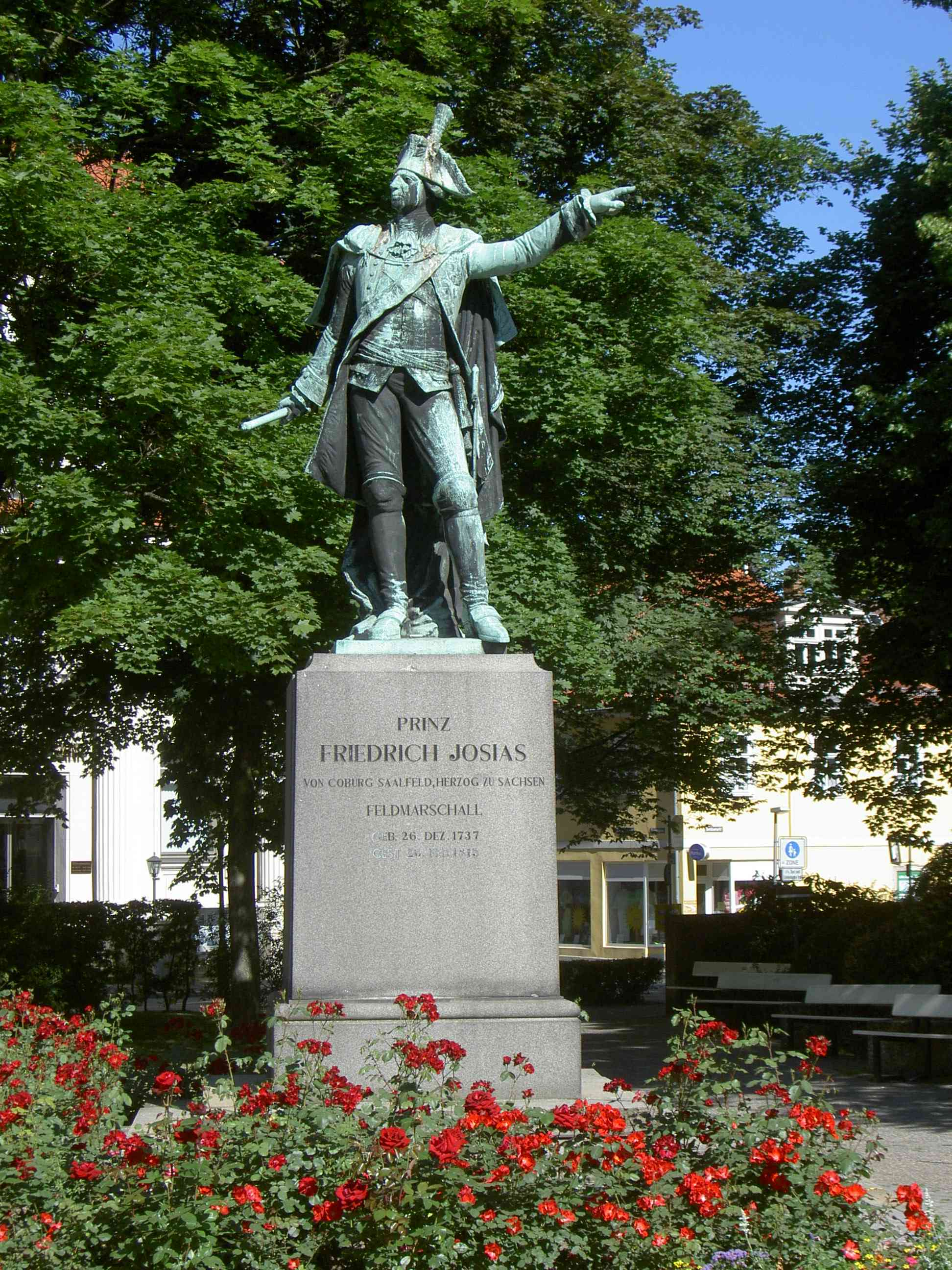
Denkmal von Prinz Friedrich Josias in Coburg

In Coburg wurden unter anderem der Neubau des Naturkundemuseums mit 60.000 Mark unterstützt und 28.000 Mark für das Josiasdenkmal zur Verfügung gestellt.
Am 17. Dezember 1909 starb König Leopold. Sofort erhoben sowohl dessen Töchter Louise, Stephanie und Clementine als auch der belgische Staat Ansprüche auf die der Stiftung zugewiesenen Werte. Schon im Januar 1910 wurden deshalb die Wertpapiere der Stiftung bei der belgischen Nationalbank hinterlegt. Am 28. Januar 1911 vereinbarten unter starkem belgischen Druck die Verwalter der Niederfüllbacher Stiftung schließlich bei Bruch der Stiftungssatzung, in der die Unveräußerlichkeit des Stiftungsvermögens festgelegt war, mit dem belgischen Staat gegen eine einmalige Abfindung von 1,1 Millionen Mark die Übertragung des gesamten Vermögens, außer den Liegenschaften in Deutschland. Dies entsprach ungefähr einem Vierzigstel der übergebenen Werte und sollte die Erträge von jährlich 30.000 Mark für gemeinnützige Zwecke sicherstellen. Die Erbansprüche der Töchter wurden am 14. November 1911 vom belgischen Gerichtshof zurückgewiesen, was auch vom Berufungsgericht am 2. April 1913 bestätigt wurde. In einem Vergleich zahlte der belgische Staat jedoch noch 16 Millionen Franken Anfang 1914 an die Töchter. Verwalter der Stiftung waren drei Belgier, des Königs Geheimsekretär Baron August Goffinet, der Generaldirektor im Finanzministerium Henri Pochez und der Erste Präsident des Obersten Gerichtshofes August van Maldegham sowie zwei Coburger, der Geheime Justizrat Hermann Forkel und der Hofbankier Rudolf Schraidt. Noch Anfang 1910 hatte der Coburger Staat seine Einkommensteuergesetze geändert, um einen größeren Gewinn aus der Stiftungsbildung zu erzielen. Der Teil der Stiftung, der keinen mildtätigen Zwecken diente, wurde der Steuerpflicht unterworfen. Zu den erhofften Steuerzahlungen kam es aber nicht mehr.
Die Coburger Staatsregierung als Stiftungsaufsicht erklärte am 4. Februar 1911 das Abkommen vom 28. Januar desselben Jahres für ungültig und ließ 1915 neue Verwalter einsetzen. Darunter war Max Oscar Arnold, der sich schon lange für eine Rückübertragung des Stiftungsvermögens engagierte. Die Verwalter klagten zwar, gestützt auf zahlreiche Rechtsgutachten, gegen die früheren Stiftungsverwalter. Es konnte jedoch keine Wiederherstellung der Stiftung in altem Umfang erreicht werden. Der Erste Weltkrieg beendete schließlich auch alle Aktivitäten gegen den belgischen Staat.
Am 15. Mai 1920 folgte eine Anpassung der Stiftungssatzung an das reduzierte Stiftungsvermögen. Die Inflation von 1923 und die Währungsreform von 1948 zehrten die Abfindung auf, am 25. Februar 1957 folgte eine weitere Änderung der Satzung.
Seitdem lebt die gemeinnützige Stiftung vor allem von der Verpachtung des Grundbesitzes im Coburger Land, 1979 waren es 216 Hektar, womit sie rund 290.000 Euro im Jahr abwirft. Sie fördert durch Zuschüsse Kunst, Wissenschaft und Volksbildung in der Stadt Coburg und dem Landkreis Coburg, wobei die Stadt 2/3 und der Landkreis 1/3 der Stiftungsmittel erhält.